# 文德爾 (明尼蘇達州)
文德爾（英語：Wendell）是一個位於美國明尼蘇達州格蘭特縣的城市。

## 歷史
作為鐵路沿綫的路段，文德爾於1889年成立，1887年設立營運至今的郵局。

## 人口
根據2020年美國人口普查的數據，文德爾的面積為2.57平方千米，當中陸地面積為2.57平方千米，而水域面積為0.00平方千米。當地共有人口166人，而人口密度為每平方千米65人。